# Frozen Zone
Als Frozen Zone wird in der Informationstechnik ein Zeitraum bezeichnet, in dem keine Änderungen an der eingesetzten Soft- oder Hardware vorgenommen werden.
Auf diese Weise soll eine unbeabsichtigte, negative Beeinflussung des laufenden Systems vermieden werden, die beispielsweise durch unerwartete Seiteneffekte auftreten können. Zugleich soll damit die unterbrechungsfreie Verfügbarkeit des Systems gewährleistet werden.
Daher werden Frozen Zones in erster Linie in solchen Zeiträumen eingerichtet, in denen sie von ihren Anwendern am stärksten genutzt werden. Dies ist bei Abrechnungsprogrammen tendenziell das Quartals- bzw. Jahresende.
Unter solche Änderungen, die während der Frozen Zone nicht durchgeführt werden, fallen:
- das Einspielen von Updates oder Upgrades
- das Vornehmen von Konfigurationsänderungen
- Um- und Ausbauten von Rechnernetz- oder Serverressourcen

Ausgenommen sind in der Regel solche Eingriffe, die einen produktionshemmenden Fehler in der Soft- oder Hardware beheben sollen und die aufgrund ihrer Dringlichkeit nicht verschoben werden können.